# Kościół św. Kazimierza i klasztor księży Misjonarzy we Lwowie
Kościół św. Kazimierza i klasztor księży Misjonarzy we Lwowie – zabytkowy zespół położony przy ul. Zamarstynowskiej 9  (ukr. Замарстинівської, 9).

## Historia
Pierwszą świątynię w miejscu późniejszego kościoła św. Kazimierza ufundował w 1639 lwowski kupiec, Ormianin Izaak Agopsowicz. Wzniesienie świątyni, która otrzymała wezwanie św. Krzyża, przypisywane było Pawłowi Rzymianinowi. W okresie późniejszym kościół przejęli przybyli z Włoch teatyni, którzy utworzyli przy nim kolegium papieskie dla katolików obrządku ormiańskiego.
W 1744 przy kościele powstał klasztor a kościół został przebudowany w stylu rokokowym przez lwowskiego architekta Bernarda Meretyna. W 1747 teatyni sprzedali kościół i klasztor księżom misjonarzom ze zgromadzenia św. Wincentego à Paulo, którzy otworzyli seminarium duchowne, ufundowane przez arcybiskupa metropolitę lwowskiego, Mikołaja Ignacego Wyżyckiego.
W 1772 roku, w momencie zajęcia Lwowa przez Austriaków w wyniku pierwszego rozbioru Polski w konwencie żyło ośmiu członków zgromadzenia św. Wincentego à Paulo. W 1784 seminarium i dom misjonarzy uległy kasacie w wyniku reform józefińskich przeprowadzonych przez cesarza Józefa II. W gmachach klasztornych ulokowano więzienie a kościół stał się kaplicą więzienną.
W okresie międzywojennym (1918–1939) w klasztorze mieściło się nadal więzienie wojskowe, a także sąd garnizonowy. W latach 1939–1941 w budynkach klasztornych mieściło się więzienie śledcze NKWD, w którym w czerwcu 1941 roku, funkcjonariusze sowieckich służb bezpieczeństwa zamordowali co najmniej tysiąc więźniów (według danych niemieckich ok. 3 tys. osób).
Po 1990 w klasztorze umieszczono wydział prawny lwowskiej akademii ministerstwa spraw wewnętrznych.

## Architektura
Kościół św. Kazimierza jest niewielką jednonawową budowlą, bezwieżową, o grubych murach, wzniesioną z cegły i kamienia na planie kwadratu, nakrytą dwuspadowym dachem, z niewielką kwadratową apsydą. Pod względem formy i wystroju architektonicznego kościół św. Kazimierza bardzo przypomina powstały mniej więcej w tym samym czasie kościół św. Łazarza.